# 오포동
오포동(五浦洞)은 대한민국 경기도 광주시의 오포1동과 오포2동의 총칭이다. 경안천을 경계로 서쪽이 1동, 동쪽이 2동이다.

## 연혁
- 2001년 3월 21일: 광주군이 광주시로 승격하고, 오포면이 오포읍으로 승격하였다.
- 2022년 9월 1일: 오포읍을 폐지하고, 오포읍의 동부를 2개 행정동으로 나누었다.[1][2] (고산·문형·추자리 → 오포1동, 양벌·매산리 → 오포2동)

동시에 양벌리와 매산리의 경안천 서쪽 월경지를 각각 고산동(오포1동)에 편입하였다.

## 법정동

### 오포1동
- 문형동
- 고산동
- 추자동

### 오포2동
- 매산동
- 양벌동

## 교육
오포읍 시절부터 고등학교가 없어 분당구 지역 학교 진학기회 보장을 희망하는 신현능평 지역을 제외한 현재의 오포동 지역에서 고교 설립이 추진중이다.
- 오포초등학교 (추자동)
- 고산하늘초등학교 (고산동)
- 광주매곡초등학교 (매산동)
- 양벌초등학교 (양벌동)
- 매양중학교 (양벌동)
- 특수전학교

## 아파트
| 단지명                    | 건설사         | 시행사         | 주소                                                              | 입주        | 비고 |
| ------------------------- | -------------- | -------------- | ----------------------------------------------------------------- | ----------- | ---- |
| 양촌현대                  | 현대산업개발   | 정광종합건설㈜ | 양촌길 134 (양벌동)                                               | 2000년 11월 |      |
| 양벌리 쌍용 1단지         | 쌍용건설       | ㈜청우건설     | 양벌로 173 (양벌동)                                               | 1999년 3월  |      |
| 양벌리 쌍용스윗닷홈 2단지 | 쌍용건설       | ㈜청우건설     | 마루들길 226 (양벌동)                                             | 2002년 11월 |      |
| 오포 대주파크빌 1단지     | ㈜대주주택     | ㈜대주주택     | 마루들길 294 (양벌동) 마루들길 274 (양벌동) 마루들길 314 (양벌동) | 2003년 1월  |      |
| 오포 대주파크빌 2단지     | ㈜대주건설     | ㈜대주건설     | 양벌로 375 (양벌동)                                               | 2002년 12월 |      |
| e편한세상 광주양벌        | 고려개발       | 한국토지신탁   | 마루들길 251 (양벌동)                                             | 2018년 3월  |      |
| 오포우림                  | ㈜우림건설     | ㈜우림건설     | 오포로 903 (고산동)                                               | 1998년 10월 |      |
| 양벌리 우림               | ㈜우림건설     | ㈜우림건설     | 마루들길 248 (양벌동)                                             | 2000년 11월 |      |
| 오포 우림퓨전빌           | 우림산업개발㈜ | ㈜우림건설     | 봉골길 82 (문형동)                                                | 2002년 3월  |      |
| 더샵 오포 센트리체        | 포스코이앤씨   | 포스코이앤씨   | 태봉로 225 (고산동)                                               | 2023년 12월 |      |
| 더샵 오포 센트럴포레      | 포스코이앤씨   | 포스코이앤씨   |                                                                   | 2022년 7월  |      |
| 오포자이 오브제           | ㈜지에스건설   | ㈜교보자산신탁 | 고산별빛로 57 (고산동)                                            | 2024년 8월  |      |
| 오포자이 디오브 3단지     | ㈜지에스건설   | 정앤정펌㈜     | 고산별빛1로 11 (고산동)                                           | 2024년 2월  |      |
| 오포자이 디오브 4단지     | ㈜지에스건설   | 정앤정펌㈜     | 고산별빛1로 12 (고산동)                                           | 2024년 2월  |      |